# Partido Trabalhista (Osttimor)

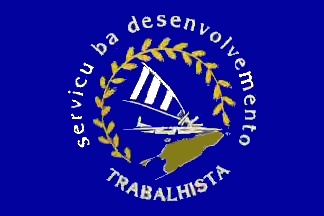
Flagge der Trabalhista

Die Partido Trabalhista Timorense PT (Arbeiterpartei) oder kurz Trabalhista (in anderen Quellen auch Partido Trabalhista Timorense PTT) ist eine der fünf Parteien in Osttimor, die bereits 1974 gegründet wurden. Die Partei bezeichnet sich selbst als demokratisch und sozialistisch, vergleichbar mit der Australian Labor Party ALP. Ihren Sitz hat sie in Dili in der Rua de Bé Fonte in Bairo Formosa (Gricenfor).
2018 entzog das Tribunal de Recurso de Timor-Leste (deutsch Berufungsgericht Osttimors) der PT, wegen nicht Erfüllung der gesetzlichen Bedingungen, die Zulassung als Partei.

## Geschichte
Gründer der Partei war am 5. September 1974 die inzwischen verstorbenen Paulo Freitas da Silva Albano, Domingos da Conceição Pereira und Alpido Abrão Martins. Die Partei befürwortete die Unabhängigkeit von der damaligen Kolonialmacht Portugal, sprach sich aber für eine stufenweisen Loslösung mit weiterer Bindung an Portugal. Sie sah sich als Vertreterin der Arbeiter und Alternative zur angeblich kommunistischen FRETILIN. Bei der Gründung bestand die Partei nur aus zehn Mitgliedern. Sie ignorierten die sozialen Realitäten und hatten auch keine Ahnung, was eine Partei ausmacht. Entsprechend blieb sie klein und unbedeutend. Die Kolonialverwaltung lehnte sogar eine Anerkennung als Partei ab.
Freitas da Silva bat den damaligen australischen Premierminister Gough Whitlam schriftlich um Truppen, um den Frieden im Land zu sichern. Die Bitte wurde ausgeschlagen. Offiziell unterschrieb Domingos da Conceição Pereira für die Trabalhista die Balibo-Deklaration, in der außer der FRETILIN alle osttimoresischen Parteien einen Einmarsch der Indonesier in Osttimor gefordert haben sollen. Die Deklaration, eine Ausarbeitung des indonesischen Geheimdienstes, wurde allerdings auf Bali und nicht in Balibo, wohl auf Druck der indonesischen Regierung unterzeichnet. Die Unterzeichner waren mehr oder weniger Gefangene Indonesiens.
Am 31. März 1986 gründete die Trabalhista zusammen mit den anderen osttimoresischen Parteien die Nationale Timoresische Konvergenz (Convergencia Nacional Timorense CNT) als Dachverband des timoresischen Widerstandes gegen die indonesische Besatzung. Dieser Verband zerbrach aber bald wieder, so dass 1988 mit dem Conselho Nacional de Resistência Maubere CNRM ein neuer Versuch unternommen wurde, der 1998 schließlich in den Conselho Nacional de Resistência Timorense CNRT umbenannt wurde. Wie auch die anderen Mitglieder des CNRT lehnte Trabalhista das Autonomieangebot Indonesiens ab und forderte ein Referendum. Das Referendum im August 1999 sieht Trabalhista als Schlussstrich unter der Vergangenheit und Neuanfang. Bereits unter der Verwaltung von UNTAET kritisierte Trabalhista diktatorische Tendenzen und mangelnde Transparenz von den führenden Politikern des CNRT, Xanana Gusmão und José Ramos-Horta. Trabalhista demonstrierte sogar, obwohl selbst Mitglied, gegen die Führung des CNRT und später gegen die Aufstellung des zweiten Übergangskabinetts.
Bei den Parlamentswahlen am 30. August 2001 erhielt die Partei 0,56 % der Stimmen und damit keinen der 88 Sitze im Parlament von Osttimor. Bei den Wahlen von 2007 trat die Trabalhista nicht mit einer eigenen Liste an.
Bei den Parlamentswahlen 2012 bildete Trabalhista zusammen mit der Klibur Oan Timor Asuwain (KOTA) eine gemeinsame Wahlliste unter dem Namen Aliança Democrática. Es scheiterte aber mit nur 2.622 Stimmen (0,56 %) an der Drei-Prozent-Hürde. Das beste Ergebnis erzielte die Aliança Democrática im damaligen Distrikt Ainaro mit 0,92 % der Stimmen.

## Mitglieder
Trabalhista hatte 2001 etwa 2500 Mitglieder mit Verbänden in allen 13 damaligen Distrikten Osttimors. Etwa 45 % der Mitglieder sind Frauen, ebenso die Hälfte der Vorstandsmitglieder. Unter dem Vorsitzenden und seinem Stellvertreter gibt es drei Sekretäre und drei Schatzmeister.
Paulo Freitas da Silva war ursprünglich der Parteivorsitzende und einer der Gründer der Trabalhista. Während der indonesischen Besatzungszeit saß er fünf Jahre als Abgeordneter der Partai Demokrasi Indonesia (PDI) im indonesischen Parlament Timor Timurs und war Vorsitzender des osttimoresischen Verbandes der SBSI, der indonesischen Arbeitergewerkschaft. Im ständigen Rat des CNRT war Freitas da Silva der Vertreter der Trabalhista.
Maria Angela Freitas übernahm 2007 von ihrem verstorbenen Vater Paulo Freitas da Silva den Parteivorsitz (Stand: Ende 2011). Zuvor war sie bereits Vizepräsidentin und Mitglied des Nationalrates. Zu den Präsidentschaftswahlen 2007 zog sie ihre Kandidatur zurück, aufgrund der „ärmlichen und instabilen Situation“, die keine korrekten Wahlen zulassen würden. Am 11. Januar 2012 kündigte Angela Freitas ihre Kandidatur bei den Präsidentschaftswahlen in Osttimor 2012 an. Allerdings wurde sie mangels genügend Unterstützerunterschriften nicht zugelassen. 2017 kündigte sie ihre erneute Kandidatur an.
Dr. Nélson Martins war von März 2000 bis Juli 2007 Generalsekretär der Trabalhista. Der Arzt erhielt seine Ausbildung in Bandung/Indonesien und Australien. Zwischen 1995 und 1998 arbeitete er gegen die Kinderarbeit in Indonesien. Von August 2007 bis 2012 war Martins Gesundheitsminister in der Regierung von Xanana Gusmão.

## Politik
Die Partei vertritt eine demokratische Sozialisierung von Industrie, der Märkte, Warenproduktion und Eigentumsverteilung, soweit dies nötig ist, um die Ausbeutung und anderes Asoziales zu beenden. Alle Mitglieder der Gesellschaft sollen an der politischen und wirtschaftlichen Macht teilhaben und die Institutionen des Staates kontrollieren können. Arbeitsbeschaffung und die Interessen der Gewerkschaften gehören zu den Hauptpunkten von Trabalhista. Die Partei plante 2001 die Mitgliedschaft in der Sozialistischen Internationale. Das Bildungssystem und das Gesundheitswesen sollen für jeden frei zugänglich sein. Traditionen sollen geschützt werden. Als Amtssprachen forderte Trabalhista 2001 Tetum und Englisch. Die Menschenrechte, und hier besonders die Rechte der Frau, bilden in der Partei einen Schwerpunkt als die Basis für Toleranz und eine multikulturelle Gesellschaft. Die Kinderarbeit soll bekämpft werden.

## Belege
- Pat Walsh: East Timor’s Political Parties and Groupings Briefing Notes (MS Word; 174 kB), Australian Council for Overseas Aid, April 2001